# عبد الرحمن بوفتاس
عبد الرحمن بوفتاس من مواليد إزربي بعائلة أمازيغية بالقرب من تافراوت بالمغرب، وهو رجل أعمال وسياسي مغربي تكنوقراط، سبق أن كان مستشارا للملك الحسن الثاني، وشغل منصب وزير للإسكان في عهد الحسن الثاني، وهو يرأس حاليا الجامعة الملكية المغربية للغولف.

## مسيرته
عبد الرحمن بوفتاس من أعلام قبيلة أمانوز وإقليم تيزنيت وسوس، رجل دولة وفاعل جمعوي من مؤسسي جمعية إيليغ للتنمية والتعاون.
في أوائل الثمانينيات، أسّس عبد الرحمن بوفتاس مع رجل الأعمال عبد الله أزماني ومحمد آيت مزال، شركة تدعى (تويزا) (كلمة تعني العمل الجماعي التطوعي) بناءً على طلب من الملك الحسن الثاني لإنشاء شركة قابضة إقليمية.
بعد نجاحه في عالم الأعمال، انتقل في عام 1985 إلى مجال السياسة وأصبح أحد الوزراء الذين بقوا أطول مدة كوزير للإسكان في حكومتين بين عامي 1985 و1993. كان يتمتع بعلاقة كبيرة مع الملك الحسن الثاني، ولكن بعد سوء فهم مع إدريس البصري غادر عبد الرحمن الوزارة.
انتُخِبَ رئيسًا للجامعة الملكية المغربية للغولف.